# T.N.T. (Album)
T.N.T. ist das zweite Musikalbum der australischen Hard-Rock-Band AC/DC. Es wurde im Dezember 1975 ausschließlich in Australien auf Albert Productions (EMI) veröffentlicht. Im Folgejahr wurden jedoch sieben Songs der LP zusammen mit zwei Titeln des australischen Debütalbums High Voltage, das Anfang 1975 ebenfalls nur in Australien erschienen war, als Kompilation auch international auf Atco Records (Atlantic) veröffentlicht. Als Albumtitel wurde High Voltage gewählt, obwohl die Zusammenstellung der Songs mehr der Titelliste von T.N.T. gleicht. Die beiden Songs Rocker und School Days entfielen; dafür kamen Little Lover und She’s Got Balls aus AC/DCs erster LP hinzu. Der Titel Rocker erschien auf dem internationalen Markt Ende 1976 auf Dirty Deeds Done Dirt Cheap.

## Hintergrund
Die Songs von T.N.T. sind wie die des Vorgängeralbums und Debüts High Voltage noch sehr stark vom Blues und typischen Rock ’n’ Roll der 1950er Jahre beeinflusst. Produziert wurde die LP von Harry Vanda und George Young. Texte und Musik zu sieben der neun Titel stammen von Angus Young, Malcolm Young und Bon Scott. Can I Sit Next to You Girl wurde von den Brüdern Young geschrieben und ist ein Remake von AC/DCs erster Single zwei Jahre zuvor, auf der noch Dave Evans den Leadgesang gesungen hatte, School Days ist ein Song von Chuck Berry und somit eine Coverversion.
1994 erschien T.N.T. auch als CD mit zwei Abweichungen gegenüber dem 1975er Original. Der Titel Rocker schließt ursprünglich abrupt auf dem Höhepunkt des Gitarrenriffs, während er auf der CD vorher ausgeblendet wird. High Voltage ging im Original nahtlos in den nächsten Song School Days über. Die CD blendet High Voltage jedoch vorher aus und trennt dadurch die beiden Titel. T.N.T. ist das einzige Album der Gruppe, das offiziell nie international veröffentlicht wurde, wird aber dennoch teilweise auch außerhalb Australiens angeboten.

## Titelliste
1. It’s a Long Way to the Top (If You Wanna Rock ’n’ Roll) – 5:00
2. Rock ’n’ Roll Singer – 5:02
3. The Jack – 5:50
4. Live Wire – 5:47
5. T.N.T. – 3:33
6. Rocker – 2:51
7. Can I Sit Next to You Girl – 4:10
8. High Voltage – 4:22
9. School Days – 5:21

## Rezeption
Der Titel High Voltage war in Australien bereits 1975 als Single erschienen und erreichte dort die Top-10 der Charts. Die B-Seite war Soul Stripper aus dem ersten AC/DC-Album. Als zweite Single wurde T.N.T. mit der B-Seite Rocker ausgekoppelt. It’s a Long Way to the Top (If You Wanna Rock ’n’ Roll) b/w Can I Sit Next to You Girl war als dritte und letzte Single aus dem Album ebenfalls ein Hit in Australien. Als Wiederveröffentlichungen auf Atlantic schafften die beiden Singles High Voltage und It’s a Long Way to the Top (If You Wanna Rock ’n’ Roll) zeitgleich im Juni 1980 auch die Top-75 in Großbritannien.
Allmusic bemerkte “T.N.T. was a stellar album in its own right, and especially crucial in that it marked AC/DC's definitive break with their now seemingly heretical glam rock inclinations, in order to embrace the blue collar hard rock hat would forever after be their trademark.” und vergab 4 von 5 Sternen. Das User-Rating war sogar noch einen halben Punkt höher.
It’s a Long Way to the Top (If You Wanna Rock ’n’ Roll) wird von Metallica als Intro bei ihren Konzerten genutzt.